# گروه ام‌جی روور
گروه ام‌جی روور (به انگلیسی: MG Rover Group) شرکت خودروسازی بریتانیایی بود، که در سال ۲۰۰۰ پس از آنکه شرکت ب‌ام‌و دارایی‌های گروه روور را به کنسرسیوم فنیکس واگذار نمود، تشکیل شد.
این دارایی‌ها به باقیمانده تاسیسات و کارخانجات متعلق به بریتیش لیلاند بازمی‌گردد، که خود بازمانده شرکت‌هایی چون بی‌ام‌سی، آستین موتور و موریس موتورز به‌شمار می‌آمد.
گروه ام‌جی روور در ماه آوریل سال ۲۰۰۵ در پی خریداری دارایی‌هایش توسط شرکت چینی نانجینگ اتومبیل منحل اعلام شد.